# 111 del Taure
111 del Taure (111 Tauri) és un estel a la constel·lació del Taure de magnitud aparent +5,00 que s'hi troba a 47,8 anys llum del sistema solar. Forma part del grup de les Híades associat amb el cúmul del mateix nom. Comparteix moviment propi amb HD 35171, visualment a 707 segons d'arc.
111 del Taure és una nana groga de tipus espectral F8V amb una temperatura efectiva de 6.165 K. Té un radi un 30 % més gran que el radi solar i és un 17 % més massiva que el Sol. Conseqüentment, la seva lluminositat és 1,86 vegades major que la lluminositat solar. La seva velocitat de rotació és d'almenys 15,9 km/s, la qual cosa implica un període de rotació igual o inferior a 4,09 dies. Posseeix una abundància relativa de ferro lleugerament superior a la del Sol, si bé el seu contingut de liti és inusualment elevat.
L'edat de 111 del Taure és motiu de controvèrsia; depenent de la font consultada, la seva edat aproximada pot ser de 3.760, 1.700 o únicament 300 milions d'anys.
111 Tauri, per les seves característiques i proximitat, s'hi troba entre els objectius prioritaris del projecte Terrestrial Planet Finder per a la cerca de planetes terrestres.